# Wesmaelius ulingensis
Wesmaelius ulingensis är en insektsart som först beskrevs av C.-k. Yang 1980.  Wesmaelius ulingensis ingår i släktet Wesmaelius och familjen florsländor. Inga underarter finns listade i Catalogue of Life.